# پوجا دهاندا
پوجا دهاندا (به انگلیسی: Pooja Dhanda؛ متولد ۱ ژانویهٔ ۱۹۹۴) کشتی‌گیر آزادکار اهل هند است.
از افتخارات وی می‌توان به کسب مدال برنز وزن ۵۷ کیلوگرم در مسابقات قهرمانی کشتی جهان ۲۰۱۸ اشاره کرد.